# Те-Вахіпоунаму
Те-Вахіпоунаму (маор. Te Wāhipounamu — вода зеленого каменя) — район на південно-західному узбережжі Південного острова Нової Зеландії, має площу 26 000 км² (близько 10 % земель Нової Зеландії). З 1990 року занесений до списку об'єктів Світової спадщини. До складу цієї пам'ятки природи входить декілька національних парків:
- Національний парк Маунт-Кук
- Національний парк Фіордленд
- Маунт-Аспайрінґ (національний парк)
- Національний парк Вестленд

Серед біологів є думка, що в Те-Вахіпоунаму містяться деякі з сучасних представників оригінальної флори й фауни Гондвани, що й було однією з причин занесення до списку Світової спадщини.
Те-Вахіпоунаму є священним місцем для новозеландських маорі, оскільки вони вважають, що тут живуть атуа — божества у культури маорі. Струмки, що стікають долинами від покритих льодом піків, приносять вулканічну породу зеленого кольору — нефрит та боуеніт. Цими твердими мінералами маорі прикрашали зброю та предмети розкоші.